# Hjulsbro IK
Hjulsbro IK är en idrottsförening från Linköpings stadsdelen Hjulsbro i Östergötlands län, bildad 1930. Föreningen består av tre sektioner: bordtennis, fotboll och innebandy. I herrfotboll var Hjulsbro den högst placerade Linköpingsföreningen 1997, föreningen spelade i division II 1997-2000. Säsongen 2021 slutade herrlaget på andra plats i division IV medan damlaget hamnade på nedre halvan i sin division II-serie.
Innebandysektionen, som startades 2011, har cirka 400 aktiva spelare i olika ålderskategorier. Föreningens herrseniorlag huserar i division II.